# Le Coin tranquille
Pour plus de détails, voir Fiche technique et Distribution.
Le Coin tranquille  est un film français de Robert Vernay sorti en 1957.

## Synopsis
Une nuit, perdus en forêt sous un orage, deux amis (Dany Robin et Louis Velle) se réfugient dans la maison d'un vieillard presque sourd, pingre et acariâtre. Un couple de truands recherché par la police les prennent alors en otage en les obligeant à coucher nus dans le même lit. Au matin, devenus amants, amoureux l'un de l'autre, ils devront révéler la vérité au mari et à la fiancée trompés.

## Fiche technique
- Titre : Le Coin tranquille
- Réalisation : Robert Vernay
- Assistants-réalisateurs : 1) Pierre Gautherin, 2) Robert Arnaut
- Scénario et dialogues : Michel André / Adaptation : Solange Térac, Robert Vernay, d'après la pièce homonyme de Michel André, comédie en 3 actes créée au Théâtre Michel en 1954, texte paru dans La Petite Illustration N° 155, Edition France Illustration, Paris, 1954, 30 p.
- Directeur de la photographie : André Germain
- Caméraman : Roger Duculot
- Décors : Claude Bouxin, assisté de Marcel Bianchini
- Montage : Jeannette Berton, assisté de Christian Stengel-Gournac
- Son : Norbert Gernolle
- Perchiste : Lucien Moreau
- Recorder : André Soler
- Musique : Michel Emer (Editions musicales Robert Salvet)
- Chanson Le Coin tranquille de Michel Emer (musique), interprétée par Guylaine Guy
- Producteurs : Raymond Horvilleur, Jean Hébey
- Production : Films Hergi
- Distribution : Les Films Fernand Rivers (cinématographique), LCJ Editions (DVD)
- Pays de production:  France
- Format :  Noir et blanc -  35 mm - Son mono
- Genre : Comédie
- Durée : 82 minutes
- Date de sortie : 
  - France : 7 juin 1957 aux cinémas Berlitz, Paris et Wepler

## Distribution
- Dany Robin : Danielle
- Louis Velle : Jean
- Marie Daëms : Lulu, la compagne de Dédé
- Jacques Jouanneau : Dédé la Matraque
- Noël Roquevert : Le père Mathieu
- Jess Hahn : Edward Butterfield - dit 'Eddy', le mari de Danielle
- Amarande : Alice, la petite amie de Jean
- Gaby Basset
- Pauline Carton : la chef des choristes
- Jacques Marin :
- Jackie Sardou (sous le nom de Jaclie Rollin) : une passagère du premier car
- Henri Virlojeux : le cantonnier
- Max Elloy : le brigadier
- Claude Larry : le gendarme radio
- Georges Demas : 1) le chauffeur du car des choristes / 2) le motard au barrage
- Jean-Jacques Debout : une passager du premier car
- Marcelle Féry : une passagère du premier car
- Henri Charrett : un gendarme
- Christian Lude : un gendarme